# Onni Rajasaari
Onni Rafael Rajasaari (Hanko, 2 marzo 1910 – Hanko, 12 novembre 1994) è stato un triplista e lunghista finlandese.
Nell'arco della sua carriera prese parte a due edizioni dei Giochi olimpici: a Los Angeles 1932 si piazzò undicesimo nel salto triplo, mentre a Berlino 1936 arrivò tredicesimo nel salto triplo, non riuscendo, invece, a superare le qualificazioni nel salto in lungo.
A livello continentale, nel 1934 vinse la medaglia di bronzo nel salto triplo ai campionati europei di atletica leggera di Torino. Partecipò alla stessa competizione quattro anni dopo, a Parigi 1938, dove fu intitolato campione europeo del salto triplo.

## Palmarès
| Anno | Manifestazione  | Sede        | Evento         | Risultato     | Prestazione | Note |
| ---- | --------------- | ----------- | -------------- | ------------- | ----------- | ---- |
| 1932 | Giochi olimpici | Los Angeles | Salto triplo   | 11º           | 14,20 m     |      |
| 1934 | Europei         | Torino      | Salto triplo   | Bronzo        | 14,74 m     |      |
| 1936 | Giochi olimpici | Berlino     | Salto in lungo | elim. qualif. | n/d         |      |
| 1936 | Giochi olimpici | Berlino     | Salto triplo   | 13º           | 14,59 m     |      |
| 1938 | Europei         | Parigi      | Salto triplo   | Oro           | 15,32 m     |      |